# Svartmesar
Svartmesar (Periparus) är ett släkte i fågelfamiljen mesar som tidigare ingick i släktet Parus. Släktet består av sex arter som förekommer i Europa och Asien:
- Mandarinmes (P. venustulus)
- Palawanmes (P. amabilis)
- Praktmes (P. elegans)
- Svartmes (P. ater)
- Shimlames (P. rufonuchalis)
- Sherpames (P. rubidiventris)

De tre östasiatiska arterna mandarinmes, palawanmes och praktnes fördes tidigare till egna släktet Pardaliparus, men detta inkluderas allt oftare i Periparus. Tidigare betraktades himalayasvartmes (P. melanolophus) utgöra ytterligare en art, men den behandlas nu oftast som en underart till svartmes.